# Jimmy Cobb
Jimmy Cobb, född 20 januari 1929 i Washington D.C. , död 24 maj 2020 i Manhattan, New York, var en amerikansk trumslagare inom jazzmusik. Han var med i Miles Davis första sextett och kom att bli den mest långlivade medlemmen av dem alla. Han medverkar på en av de mest välkända jazzskivorna som spelats in, Kind of Blue från 1959. Cobb medverkade som trumslagare på många andra jazzmusikers album. Han spelade på flera skivor av artister som Cannonball Adderley, Nat Adderley, John Coltrane, Wynton Kelly och Wes Montgomery. Han gav också ut ett handfull album under eget namn.